# Tankmonument (Mopertingen)

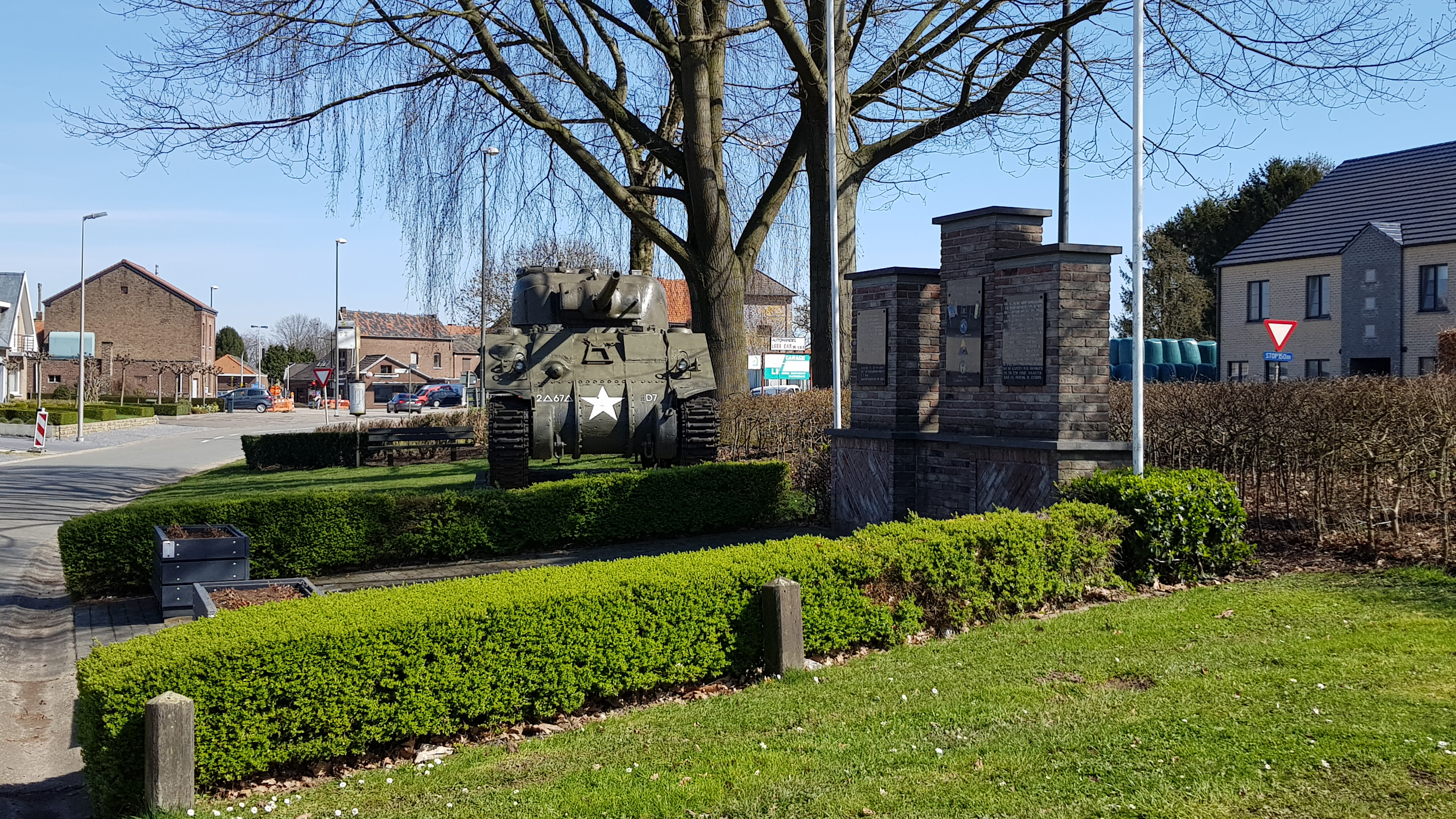
Tankmonument in Mopertingen

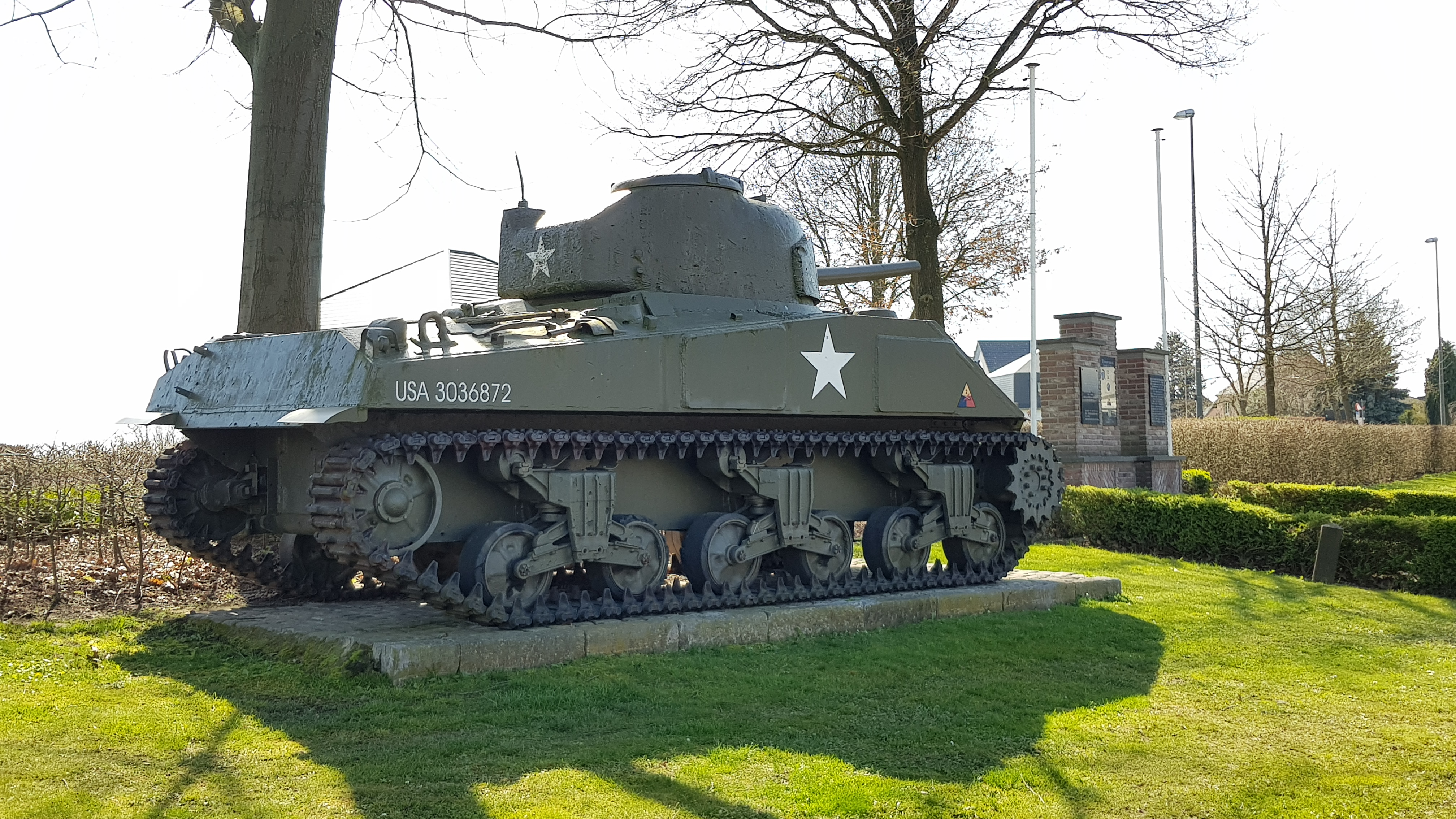
Tankmonument in Mopertingen

Het Tankmonument is een oorlogsmonument in Mopertingen in de Belgische gemeente Bilzen. Dit tankmonument staat aan de Rademakerstraat en de Rode Kruislaan in het zuiden van het dorp. De Amerikaanse tank is van het type M4A4 Sherman.

## Geschiedenis
Rond 1942 werd de tank in Detroit gefabriceerd.
Tijdens de Tweede Wereldoorlog zou de tank gebruikt zijn door het Britse leger en nadien verkocht aan het Belgische leger.
In 1994 werd het oorlogsmonument in Mopertingen aangelegd.
In september 2003 werd de tank van Brasschaat (waar anno 2021 het Site Gunfire Brasschaat-Museum is gevestigd) naar Mopertingen vervoerd en naast het uit 1994 stammende herdenkingsmonument geplaatst. Op 28 september 2003 werd de tank onthuld.